# Пограничный округ
Пограничный округ — в Российской империи, в СССР и в Российской Федерации административно-территориальное и оперативное формирование (уровня объединения) пограничных войск, задачей которого являлась охрана государственной границы на выделенном участке ответственности.
Сокращённое наименование — ПО (пример, КДПО — Краснознамённый Дальневосточный пограничный округ).

## История создания округов

### Имперский период
15 октября 1893 года указом Александра III был создан Отдельный корпус пограничной стражи, предназначенный для охраны границ государства. Находился в ведении Министерства финансов, но в военное время мог поступить в распоряжение Военного министра. 

Корпус делился по территориальному признаку на округа. Всего было создано 7 округов. В 1913 году был создан 8-й округ. С 1 января 1917 года Отдельный корпус пограничной стражи переименован в Отдельный пограничный корпус. Соответственно все округа были переименованы — в пограничный округ.

#### Округа, в скобках указаны штаб-квартиры, на 1913 год
8 округов, были расположены:
- 1-й округ (город Санкт-Петербург)
- 2-й округ (город Вильна)
- 3-й округ (город Варшава)
- 4-й округ (город Житомир)
- 5-й округ (город Одесса)
- 6-й округ (город Тифлис)
- 7-й округ (город Ташкент)
- Заамурский округ (посад Харбин)

### Советский период
Пограничные округа были созданы приказом ОГПУ от 28 февраля 1923 года.
В период с 1960 по 1990 годы в пограничных войсках проходили глубокие реформы конечной задачей которых были максимально эффективная охрана государственной границы. Происходило переформирование пограничных округов, создание новых отдельных пограничных комендатур и новых пограничных отрядов, поставка подразделениям новейших образцов вооружения включая самолёты, вертолёты и сторожевые катера и корабли. 
После распада СССР, в некоторых государствах бывшего СССР пограничные округа со временем постепенно были переименованы в региональные управления (Россия, Казахстан, Украина). 

## Состав пограничного округа
Пограничный округ состоял из следующих формирований и учреждений:
- Управление пограничного округа и воинские части и учреждения при ней:
  - Комендатура пограничного округа
  - Окружной военный госпиталь
  - Школа сержантского состава
  - Школа служебного собаководства
  - Отдельный батальон связи
  - Ремонтная база
  - Дивизион подготовки инженерных специалистов
  - База снабжения
  - База хранения
  - Ремонтная база
  - Учебный пограничный отряд
  - и другие части тылового и боевого обеспечения
- несколько пограничных отрядов
- авиационные части
- морские (речные) части

В случае обострения политической обстановки с сопредельными государствами, а также ухудшения внутреннего положения в период предшевствовавший распаду СССР для усиления пограничным округам передавались в подчинение воинские части и соединения Советской армии. Так к примеру в период обострения советско-китайского раскола в состав Дальневосточного и Восточного пограничных округов были переданы 11 танковых батальонов. В 1990 году в связи с общим ухудшением ситуации в Закавказье, в состав Закавказского пограничного округа были переданы 75-я мотострелковая дивизия и 103-я гвардейская воздушно-десантная дивизия.
К 1991 году примерный состав пограничного округа включал в себя:
- пограничные отряды (3-13);
- комендатура управления пограничного округа;
- межокружная школа сержантского состава (1-2);
- отдельный полк связи и/или отдельный батальон связи (1-2);
- отдельные авиационные полки (1-2) и/или отдельные авиационные эскадрильи (1-2);
- военный склад;
- отдельные инженерно-строительные батальоны (1-2);
- отдельные инженерно-строительные роты (1-2);
- окружной военный госпиталь (1-2).

Кроме того, в состав ПО могли входить:
- учебные пограничные отряды (1-2);
- отдельные контрольно-пропускные пункты (1-5);
- дивизия или отдельные бригады пограничных сторожевых кораблей (1-5);
- межокружной ремонтный завод;
- другие учебные части или части обеспечения.

## Список пограничных округов СССР

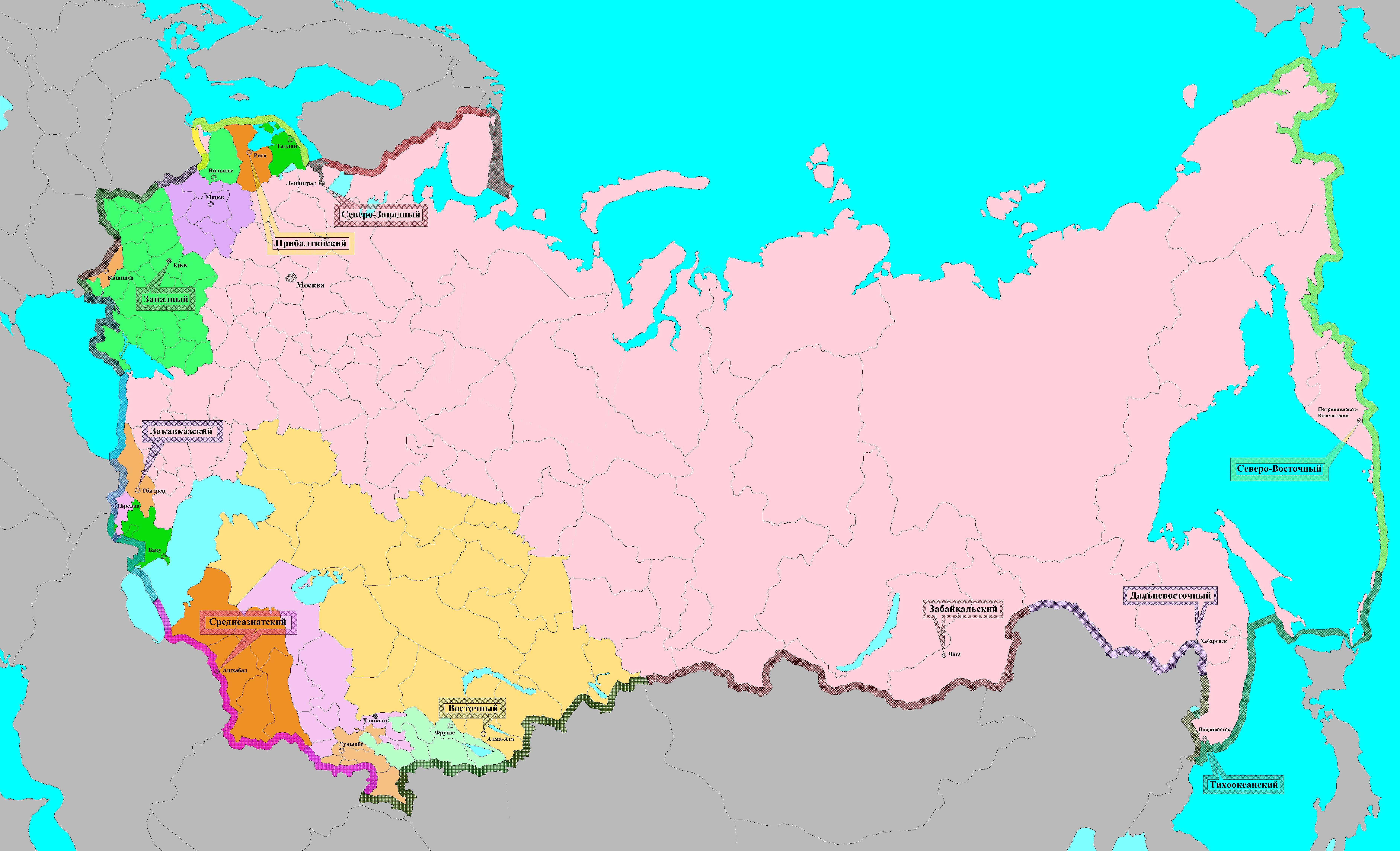
Зоны ответственности пограничных округов КГБ СССР на май 1990 года.
Указаны города с дислокацией управлений округов

На момент распада СССР в составе пограничных войск КГБ СССР входили следующие 10 округов:
- Краснознамённый Северо-Западный пограничный округ;
- Краснознамённый Прибалтийский пограничный округ;
- Краснознамённый Западный пограничный округ;
- Краснознамённый Закавказский пограничный округ;
- Краснознамённый Среднеазиатский пограничный округ;
- Краснознамённый Восточный пограничный округ;
- Краснознамённый Забайкальский пограничный округ;
- Краснознамённый Дальневосточный пограничный округ;
- Краснознамённый Тихоокеанский пограничный округ;
- Северо-Восточный пограничный округ